# El bosque oscuro
El bosque oscuro (título original en chino, 黑暗森林; pinyin, Hēi'àn sēnlín) es una novela de ciencia ficción del escritor Liu Cixin publicada en 2008.  Es la secuela del premio Hugo a la mejor novela El problema de los tres cuerpos en la trilogía titulada El recuerdo del pasado de la Tierra (en chino, 地球往事; pinyin, Dìqiú wǎngshì), pero los lectores chinos generalmente se refieren a la serie por el título de la primera novela. En 2017 fue publicada en español por Ediciones B dentro de su colección Nova.

## Argumento
La ONU forma el Consejo de Defensa Planetaria para coordinar los esfuerzos defensivos contra el inminente asalto de los trisolarianos, cuya flota está a 421 años de tiempo de viaje. Sin embargo, las computadoras subatómicas enviadas desde Trisolaris, conocidas como sofones, ya han llegado a la Tierra y son capaces de vigilar secretos nacionales y conversaciones privadas, e interrumpir el funcionamiento de los aceleradores de partículas, esto último sirve para impedir cualquier nuevo descubrimiento en física. Dado que los sofones no pueden leer la mente, el Consejo de Defensa Planetaria decide que, además de la expansión militar regular, habrá cuatro personas designadas como Vallados, a las que se les otorgará acceso a los recursos de la ONU para desarrollar grandes estrategias que solo ellos conocen. Tres de ellos son elegidos por méritos: Frederick Tyler, exsecretario de Defensa de Estados Unidos; Manuel Rey Díaz, expresidente de Venezuela, también ingeniero nuclear; y Bill Hines, expresidente de la UE, también neurocientífico. Para sorpresa general, se anuncia que el cuarto Vallado es Luo Ji, un oscuro profesor chino de sociología que es vago y poco ambicioso. Más tarde se revela que Luo fue elegido porque Trisolaris, por razones desconocidas, lo había visto como una amenaza y ordenó a la Organización Terrícola-Trisolariana asesinarlo. Trisolaris nombra a tres miembros de Organización Terrícola-Trisolariana para ser Desvalladores. Deben espiar a Tyler, Díaz y Hines, respectivamente, para descubrir y arruinar sus estrategias. Mientras tanto, un Comisario político de la marina, Zhang Beihai, ingresa en la nueva fuerza espacial de China, donde muestra una esperanza inquebrantable de victoria y culpa a los otros oficiales por su derrotismo. Zhang asesina en secreto a algunos científicos que abogan por la propulsión química, por lo que la investigación sobre la propulsión por fusión recibe prioridad. Se aprueba su propuesta de entrar en hibernación con el propósito de combatir el derrotismo entre las generaciones futuras.
Tyler diseña un enjambre de pequeños cazas espaciales Kamikaze equipados con armas nucleares, pero su plan secreto para trabajar con la Organización Terrícola-Trisolariana para traicionar a las fuerzas de la Tierra y posteriormente traicionar a los trisolarianos, es desvelado por su Desvallador. Las naciones del mundo lo denuncian como criminal de guerra, lo cual lo lleva al suicidio. Díaz solicita fondos para diseñar bombas nucleares enormes y consigue detonar con éxito una de ellas en Mercurio. Pero su Desvallador expone su plan secreto, que consiste en construir un mecanismo nuclear que pueda impulsar a Mercurio hacia el sol, lo que haría que el sol explotase y consumiera el resto del sistema solar. En la próxima audiencia del Consejo de Defensa Planetaria, Estados Unidos decide anular la inmunidad diplomática de Díaz y arrestarlo, pero Díaz escapa fingiendo que tiene un interruptor que activará en caso de su muerte una bomba que puede destruir Nueva York. Al regresar a Venezuela, la población lo insulta como un criminal de guerra y una turba enfurecida lo mata. Hines realiza experimentos para amplificar la inteligencia, descubriendo en el proceso un medio para implantar creencias. La ONU permite que los soldados usen el dispositivo de Hines para implantar la fe en la victoria contra Trisolaris como un medio controvertido para frenar el derrotismo, pero el programa se cancela más tarde y se considera un crimen de lesa humanidad. Luo se niega a trabajar y usa sus fondos para vivir una vida cómoda y encontrar la mujer de sus sueños para casarse. Sin embargo, acaba descubriendo algunos axiomas sobre las civilizaciones galácticas basándose en una conversación que tuvo hace muchos años con su antigua profesora, Ye Wenjie, quien más tarde fue encarcelada por fundar la Organización Terrícola-Trisolariana. En consecuencia, Luo se encarga de que la ubicación de una estrella a 50 años luz de distancia se transmita por toda la galaxia utilizando el sol como amplificador. Tanto Luo como Hines entran en hibernación. Alrededor de este tiempo, un observatorio advierte a través del seguimiento del polvo estelar que la flota de Trisolaris ha lanzado sondas rápidas que llegarán a la Tierra en apenas 200 años.
Luo, Hines y la esposa de Hines se despiertan 200 años después en una sociedad más rica y avanzada, aunque sin mejoras en la física de partículas y la supercomputación debido al sabotaje continuo de Sofones. La Tierra ahora tiene miles de naves espaciales que son más grandes y más rápidas que las mil naves de Trisolaris. Se ha eliminado la Organización Terrícola-Trisolariana. La ONU confía en su victoria y tacha el viejo proyecto Vallado como un absurdo. La esposa de Hines revela que ella fue la última Desvalladora y expone la parte secreta del plan de Hines: el dispositivo de implantación de creencias se invirtió, lo que hizo que aquellos a los que se le había aplicado creyeran que la victoria era imposible y conspiraran para escapar de la Tierra. La flota espacial humana, preocupada de que el dispositivo pueda haber producido una sociedad secreta de defensores del escapismo, saca a Zhang de la hibernación para investigarlo. Zhang aprovecha un descuido para sedar a la tripulación de la nave más grande de la Tierra y llevarla fuera del sistema solar, descubriendo haber sido un Derrotista secreto todo este tiempo. La flota espacial envía cuatro naves tras Zhang. Mientras tanto, la primera sonda Trisolariana pasa por Júpiter y, en una demostración de fuerza, la humanidad lanza 2.000 buques de guerra para interceptarla. Sin embargo, se revela que la sonda es una gota hecha de material de interacción fuerte.
La gota atraviesa los depósitos de combustible de las naves, destruyendo todos menos dos. Estas dos deciden escapar del sistema solar en lugar de regresar a la base. Al escuchar las noticias, la sociedad de la tierra entra en caos. Los cuatro barcos que perseguían a Zhang deciden unirse a su deserción. Sin embargo, cada nave finalmente concluye que puede maximizar sus posibilidades de supervivencia al matar a las tripulaciones de los otros barcos y recolectar sus recursos. Las cinco naves intentan matarse entre sí, pero solo una sale victoriosa. En el otro lado del sistema solar, una de las dos naves que escapan también mata a la otra. Luo explica cómo estos eventos confirman su teoría anterior: hay vida en todas partes de la galaxia, pero debido al crecimiento exponencial y los recursos limitados, la motivación es muy alta para que cada civilización galáctica mate preventivamente a cualquier otra. Lo único que detiene esto es la falta de conocimiento de la ubicación de los demás. Luo se convierte en un Vallado nuevamente después de que la ONU se da cuenta de que la estrella marcada anteriormente por Luo ha sido destruida. Su estrategia consiste en obligar a Trisolaris a una tregua amenazando con difundir la ubicación de su planeta. Sin embargo, los trisolarianos evitan esto usando la sonda para enviar ondas electromagnéticas continuas al sol evitando así que sea utilizado como amplificador. Luo aparentemente se da por vencido y se une al Proyecto Nevado del gobierno, un esfuerzo inútil por usar bombas nucleares para crear grandes nubes de escombros como una forma de rastrear el viaje restante de la flota de Trisolaris. El público lo rechaza por no tener un plan para derrotar a Trisolaris, y cae en el alcoholismo. Sin embargo, se revela que ha codificado un mensaje en las bombas: tras su explosión, las nubes de polvo resultantes colocadas con precisión harán que el sol parezca parpadear para un observador extrasolar, transmitiendo así la ubicación de Trisolaris a la galaxia en un tipo de código Morse. Trisolaris se ve obligado a aceptar una tregua con la Tierra. El gobierno aprueba el trabajo de Luo y acepta sacar a su esposa e hija de la hibernación, después de lo cual se reencuentran.

## Personajes principales
- Ye Wenjie (叶文洁) – Astrofísica.
- Mike Evans (麦克·伊文斯) – Líder y soporte financiero de la Organización Terrícola-trisolariana.
- Chang Weisi (常伟思) – Mayor general del Ejército Popular de Liberación.
- Zhang Beihai (章北海) – Comisario político en la Armada del Ejército Popular de Liberación, oficial de la fuerza espacial.
- Zhang Yuanchao (张援朝) – Trabajador jubilado de una planta química en Pekín.
- Shi Qiang (史强) apodado Da Shi (大史) – agente del Departamento de Seguridad del Consejo de Defensa Planetaria.
- Wu Yue (吴岳) – Capitán de la Armada del Ejército Popular de Liberación.
- Zhuang Yan (庄颜) – Licenciada en la Academia Central de Bellas Artes.
- Ding Yi (丁仪) – Físico teórico.
- Dongfang Yanxu (东方延绪) – Capitana de Selección Natural.
- Kent – Personal de seguridad de Luo Ji.

Vallados (面壁者):
- Frederick Tyler (弗雷德里克·泰勒) – Ex Secretario de Defensa de los Estados Unidos.
- Rey Diaz (雷迪亚兹) – Expresidente de Venezuela.
- Bill Hines (比尔·希恩斯) – Neurocientífico inglés.
- Luo Ji (罗辑) – Astrónomo y sociólogo.